# كلية التربية (جامعة الملك فيصل)
كلية التربية بجامعة الملك فيصل هي إحدى الكليات التي تهتم بمجال التربية والتعليم في جامعة الملك فيصل في محافظة الأحساء في المنطقة الشرقية في المملكة العربية السعودية.

## الأقسام العلمية
تشمل كلية علوم الحاسب وتقنية المعلومات 10 أقسام رئيسية وهي قسم التربية الخاصة، وقسم التربية البدنية، وقسم التربية الفنية، وقسم رياض أطفال، وقسم المناهج وطرق التدريس، وقسم التربية وعلم النفس، وقسم الإدارة التعليمية، وقسم تقنيات التعليم، وقسم الاقتصاد المنزلي، وقسم الدراسات القرآنية.

### قسم التربية الخاصة
أنشي قسم التربية الخاصة في كلية التربية في العام الجامعي 2004، ومدة الدراسة في القسم أربع سنوات يحصل الطالب عند إجتيازها على درجة البكالوريوس في التربية الخاصة في أحد التخصصات التالية وهي الإعاقة السمعية، والإعاقة العقلية، وصعوبات التعلم، والموهبة والتفوق.

### قسم التربية البدنية
كان القسم جزء من الكلية المتوسطة لإعداد المعلمين في الأحساء، ثم أنتقلت كلية المعلمين إلي جامعة الملك فيصل، وانتقل القسم إلي كلية المعلمين (كلية التربية) في جامعة الملك فيصل.

### قسم التربية الفنية
أنشي قسم التربية الفنية في العام الجامعي 1430-31هـ؛ ليمنح درجة البكالوريوس في تخصص معلم التربية الفنية، وكانت أول دفعة تخرجت من القسم في عام 1434 هـ، ويمنح قسم التربية الفنية برامج للمجاستير مثل ماجستير التربية الفنية، وماجستير الاقتصاد المنزلي.

### قسم رياض أطفال
بدأ قسم رياض الأطفال كشعبة في قسم التربية وعلم النفس في الفترة بين عامي 2005 إلي 2009. تحصل فيه الطالبة على درجة البكالوريوس في رياض الأطفال بعد الإنتهاء من المتطلبات الدراسية بواقع 128 وحدة دراسية، ومنذ عام 2010 تحول إلي قسم، وتحصل الطالبات على درجة البكالوريوس في رياض الأطفال بعد إكمال 126 وحدة دراسية، ويضم القسم العديد من المعامل والقاعات مثل معمل التربية الفنية، ومعمل تصميم الألعاب التربوية، ومعمل تنمية المفاهيم العلمية والبيئية والرياضية، وقاعة للتربية البدنية و الحركية، ومعرض لمنتجات الطالبات.